# Лыков, Станислав Михайлович
Станислав Михайлович Лыков (род. 15 октября 1948, Москва) — советский и российский музыкант, хормейстер, дирижёр, народный артист Российской Федерации (1996), заслуженный деятель искусств РСФСР (1986). Профессор Московской государственной консерватории им. П. И. Чайковского.

## Биография
Родился Станислав Лыков 15 октября 1948 года в городе Москве.
В 1965 году завершил обучение в Московском хоровом училище имени А. В. Свешникова, в 1970 году закончил обучение в Московской консерватории, обучался в классе С. К. Казанского.
С 1970 по 1972 годы служил хормейстером и дирижёром в ансамбле Московского военного округа под руководством С. И. Баблоева.
С 1972 по 2003 годы работал в московском Большом театре. с 1995 года — художественный руководитель хора Большого театра. Подготовил коллектив к участию во многих постановках, в том числе: оперы «Юлий Цезарь» Г. Генделя, «Набукко» Дж. Верди, «Ифигения в Авлиде» К. В. Глюка, опера-балет «Млада» Н. А. Римского-Корсакова. Лыков являлся участником совместного проекта театра «Ла Скала» и Большого театра, в рамках которого была исполнена Симфония № 9 Л. ван Бетховена на оперном фестивале в Равенне (Италия) и на сцене Большого театра.
С 1995 года совмещал работу в Большом театре с преподавательской деятельностью. Профессор кафедры хорового дирижирования Московской государственной консерватории.
С 2005 года — главный хормейстер Музыкального театра имени К. С. Станиславского и Вл. И. Немировича-Данченко.
Лыков принял активное участие в постановке оперы Щедрина «Мертвые души» в Бостоне (США).
Проживает в Москве.

## Награды
- Орден Почёта (2001),
- Народный артист Российской Федерации (22.10.1996),
- Заслуженный деятель искусств РСФСР (16.09.1986),
- Премия Москвы в области литературы и искусства (2016).